# NGC 1117/1
NGC 1117/1 је елиптична галаксија у сазвежђу Ован која се налази на NGC листи објеката дубоког неба.
Деклинација објекта је + 13° 11' 9" а ректасцензија 2h 51m 13,2s. Привидна величина (магнитуда) објекта NGC 1117 износи 14,3 а фотографска магнитуда 15,3. NGC 11171 је још познат и под ознакама UGC 2337, MCG 2-8-20, CGCG 440-22, KCPG 80B, PGC 10821.